# Evakuierung der Festung Fredericia
Missunde • Königshügel • Danewerk • Schlei • Oeversee • Jütland • Vejle • Jasmund • Düppeler Schanzen • Fredericia • Helgoland • Alsen • Lundby • Nordfriesische Inseln
Der Angriff auf Fredericia, war Teil des Deutsch-Dänischen Krieges und begann am 20. März 1864 mit einer Beschießung durch österreichische und preußische Truppen. Die Evakuierung der Festung Fredericia am 28. März markiert praktisch das Ende des dänischen Widerstands auf Jütland.

## Verlauf
Nach dem Gefecht bei Vejle (8. März 1864) begann das österreichische II. Korps unter Führung von Feldmarschallleutnant Ludwig von Gablenz am 19. März vor der Festung mit dem Aufbau der Batterien. Ein Tag vorher waren zwei Brigaden des Korps, die Brigade des Generalmajors Tomas und des Generalmajors Leopold Graf Gondrecourt, näher an Fredericia vorgerückt. Zwar verfügte man nicht über einen Belagerungs-Park, hielt aber den Einsatz einer 8-pfündigen-Batterie für recht wirkungsvoll. Die österreichischen 8-Pfünder wurden bei Erritsø und Jugelsang, die preußischen 6-Pfünder bei Egum und die 12-Pfünder bei Christineborg im Umkreis von etwa einer halben Meile aufgestellt. Ein dänischer Ausfall wurde ohne Probleme zurückgewiesen. Am 20. März begann nun die Kanonade aus 42 Geschützen die Festung zu beschießen. Die Entfernung war so gewählt worden, dass die altmodischen Geschütze der Festung, die nicht so weit trugen, das Feuer kaum erwidern konnten. Die Baracken der Festung wurden bald ein Opfer der Flammen, die Gebäude (meistens Holz) waren nicht besonders wertvoll, dennoch ging dabei viel Material verloren. Im Laufe des folgenden Tages ließ man das Feuer einstellen, und Wrangel ließ nachfragen, ob Generalmajor Lunding bereit sei, die Festung zu übergeben. Es überraschte kaum jemanden, als die Antwort eintraf:

„… ich sehe mich außer Stande, auf die Propositionen Sr. Exellenz des Feldmarschalls einzugehen“

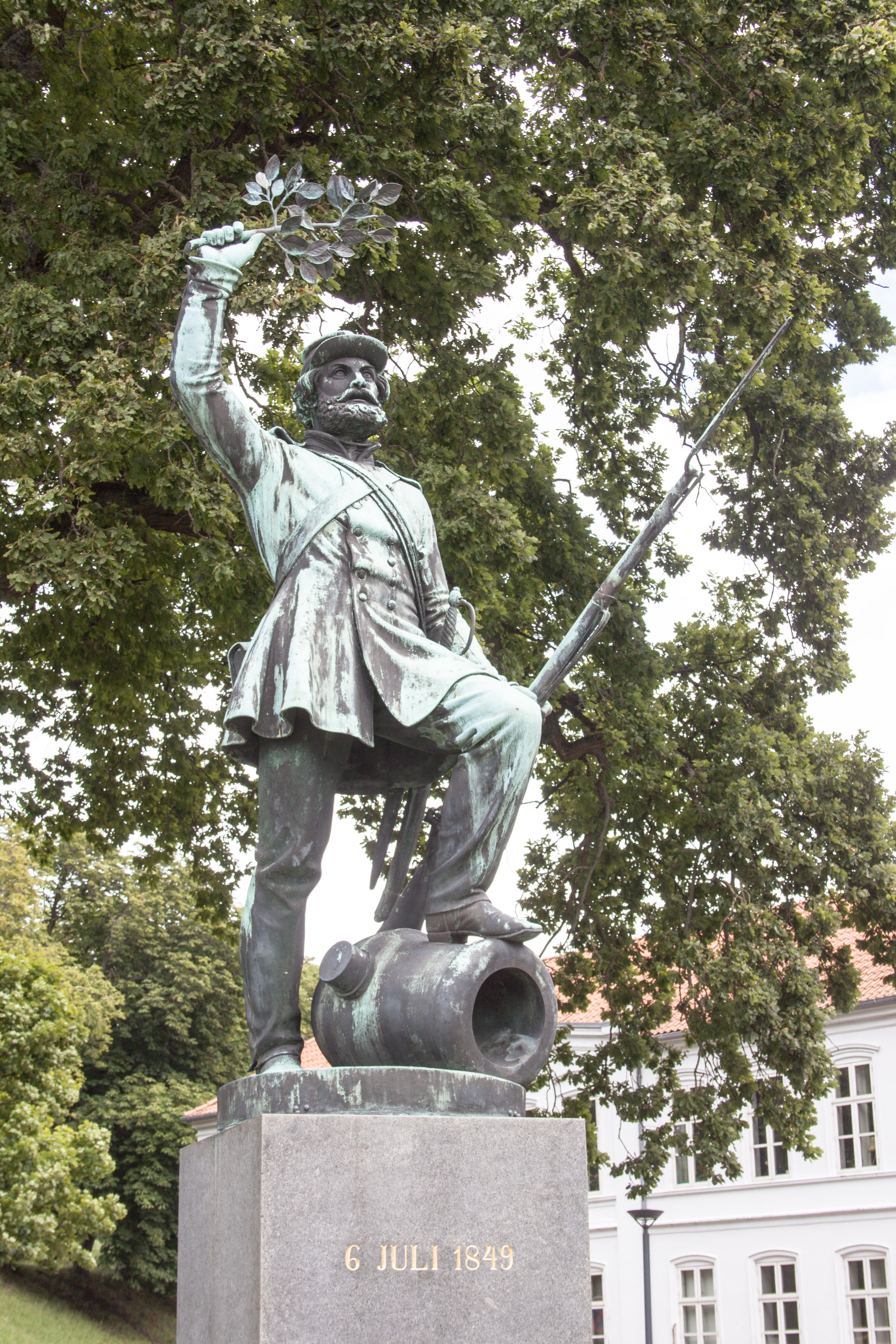
Der tapfere Landsoldat von Herman Wilhelm Bissen blieb unversehrt.

Wrangel ließ noch einmal umgruppieren. Zu einem weiteren Beschuss kam es aber nicht mehr, weil man sich davon überzeugt hatte, dass es hierfür einen Belagerungspark bedürfe, und daher wollte man das Ende des Sturms auf die Düppler Schanzen abwarten, um dann das freie Material hier zu verwenden. Die dänischen Streitkräfte blieben in dieser Zeit nicht untätig. So gelang es ihnen, am Ostermontag, dem 29. März, österreichische Gardehusaren im Dorf Assendrup zu überfallen.
Am 18. April fielen die Düppeler Schanzen. Von dort aus fluteten nun preußische Regimenter zurück nach Jütland, um auch das letzte Bollwerk Fredericia zu stürmen. Auch kam nun die gesamte Belagerungsartillerie langsam in Stellung. Aber zum Angriff kam es nicht mehr. In der Nacht vom 27. zum 28. April wurde die Festung von ihren Verteidigern aufgegeben. Der Kommandant Generalmajor Lunding hatte seinen Abzug zu verbergen gewusst. So ließ er sichtbare Schanzarbeiten weiter durchführen. Am Morgen des 28. Aprils befand sich nur noch ein Obristenleutnant Nielsen mit einer Hundertschaft in der Festung. Erst in der Nacht vom 28. – 29. April ging die letzte Besatzung nach Fünen ab. Schon am 28. April wurde den Österreichern durch zwei Deserteure die Nachricht vom Abzug hinterbracht. Erst glaubte man an eine Kriegslist, aber als immer mehr Bürger der Stadt die Aussage bestätigten, erfolgte am 29. April der Einzug in die verlassene Festung. Erst die Lichtensteiner-Husaren, dann die Hessen-Infanterie, dann das Regiment König der Belgier und dann preußische Pioniere und Garde-Artillerie. In den Häusern vor der Festung hauste nur noch armes Volk. Die Stadt lag in Schutt und Trümmern. In der Zitadelle fand man noch 206 vernagelte Geschütze: 84-Pfünder, 48-Pfünder, Bomben- und Steinmörser usw. Die gegen den kleine Belt gerichtete Festung wurden von den Eroberern sogleich wiederhergerichtet. Es kann aber auch vermutet werden, dass die Aufgabe der Festung etwas mit der Hoffnung auf die diplomatischen Bemühungen zu tun haben: Am 25. April begannen die Konferenz von London. Am 3. Mai begann man die Festung Fredericia zu schleifen, die Magazine wurden gesprengt. Entgegen allen Befürchtungen der Dänen kam es zu keinem Bildersturm. So blieb die Statue „Der tapfere Landsoldat“ des Bildhauers Herman Wilhelm Bissen unberührt und kann noch heute besichtigt werden.